# シタキソウ
シタキソウ（舌切草、学名：Jasminanthes mucronata (Blanco) W.D.Stevens et P.T.Li）は、キョウチクトウ科シタキソウ属に分類される常緑のつる性の多年草または木本の1種。和名は舌切の転訛による。別名が、オキナワシタキヅル。中国名が黑鰻藤（舌瓣花）。旧分類ではガガイモ科に分類されていた。

## 特徴
つるは右上に巻き、小高木などに登る。茎の下部は木質となる。若い茎に淡褐色の毛があり、切ると白い乳液が出る。葉は対生し、長さ1.5-3 cmの葉柄があり、葉身は卵形または円状楕円形で長さ6-17 cm、幅3-12 cm、先は尖り、基部は心形、最大幅は基部寄り、全縁でやや厚みがあり柔らかい。葉身の基部は湾入することが多い。葉の表面は毛が散生し、光沢はなく、葉脈が凹む。葉をちぎると白い乳液が出る。葉裏や葉柄に細かい毛がやや多い。葉はキジョランに比べ草質でやや細く、葉脈のしわが目立ち、ガガイモやキジョランに比べ長方形状で広い。

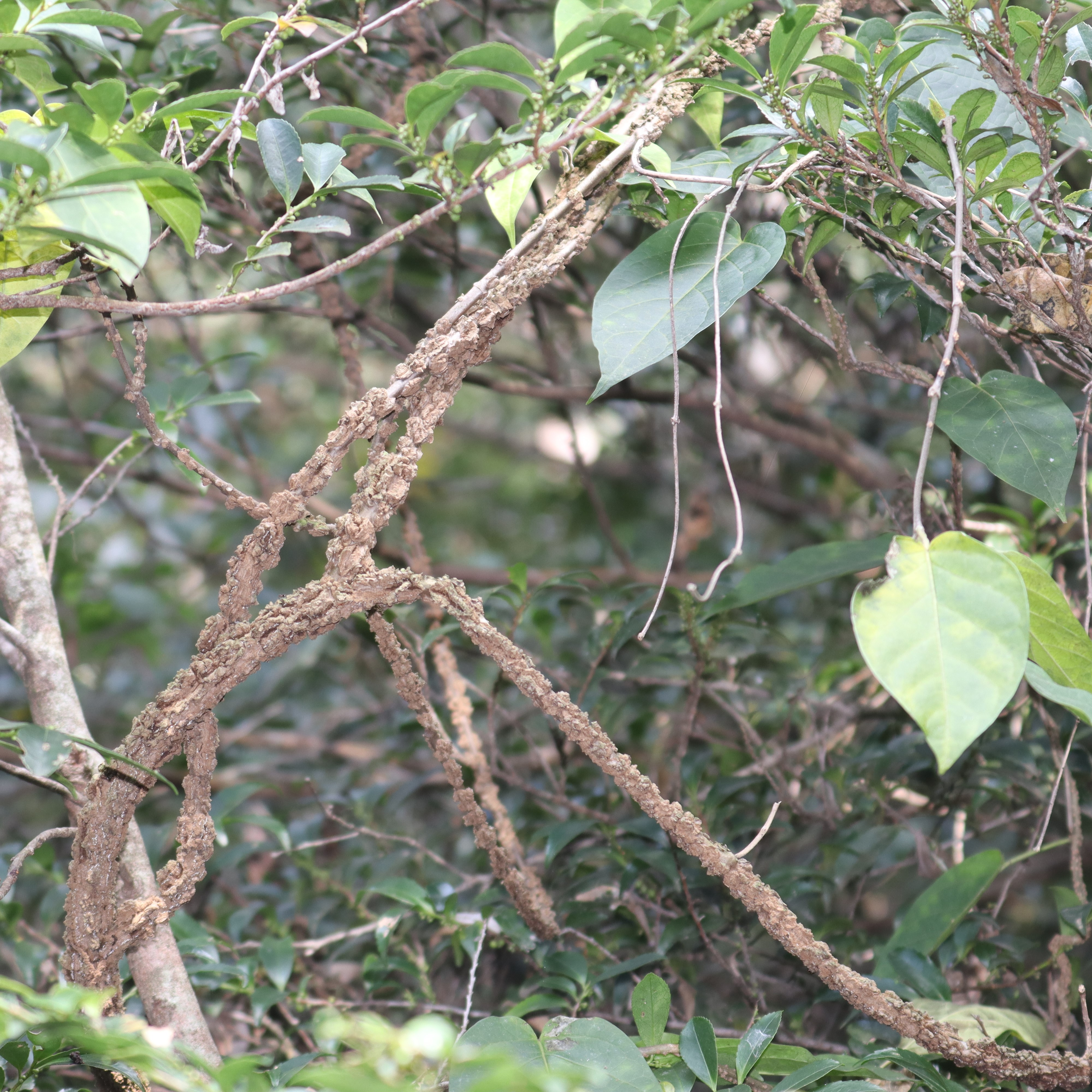
茎の下部は木質で小高木に登る
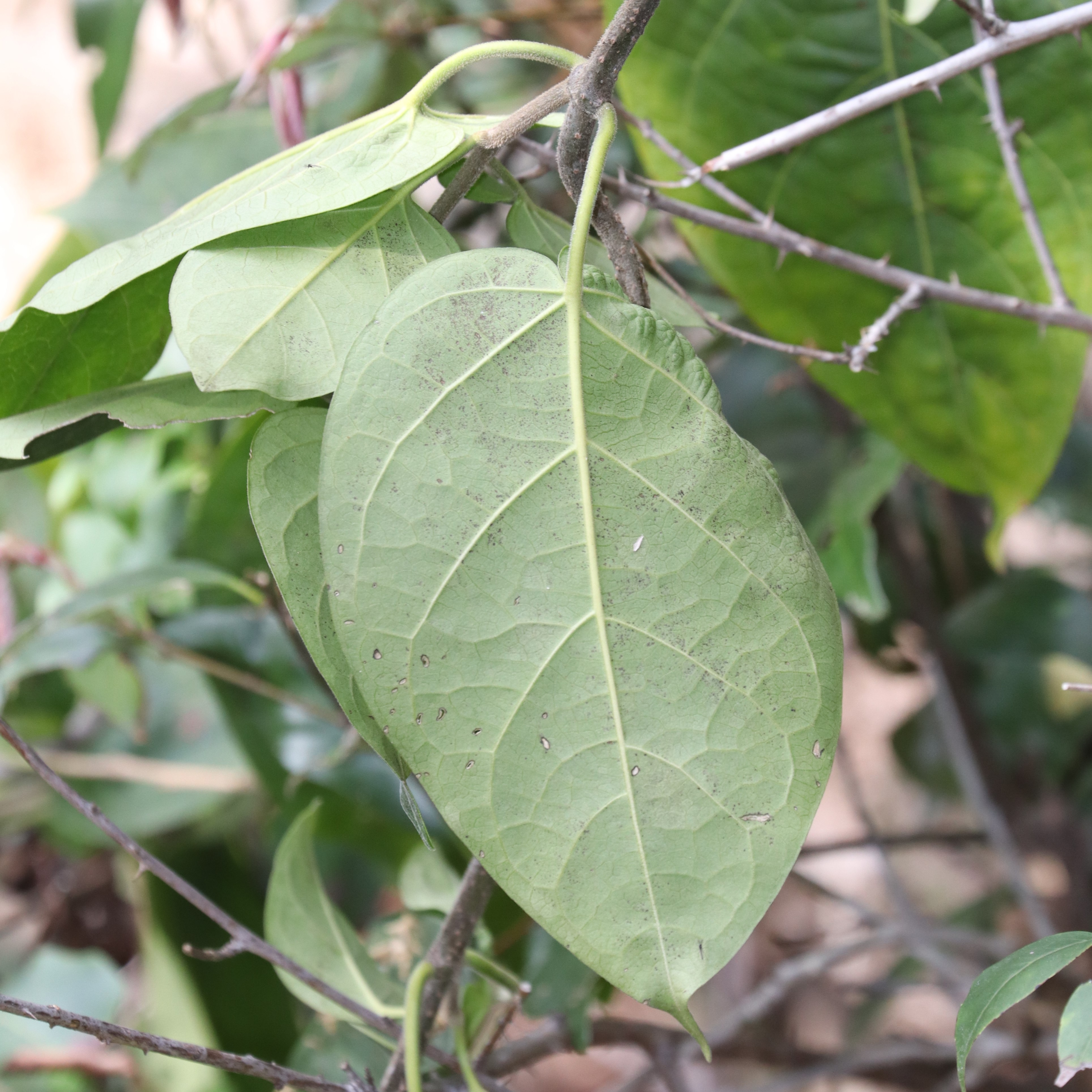
葉の裏面 葉は対生し、葉身は卵形または円状楕円形

葉腋から集散花序を出し、白色で星形の花を2-3個つける。花の中から黒い液を出すことが多く、花に芳香がある。花冠の下部は長さ1.2-1.4 cmの細い筒になり、先は深く5裂し、裂片は披針形で、長さ2-2.3 cmで、開出して互いに重なりながら水平に広がる。副花冠は5個、葯の背に直立してつく。葯は直立し先端に膜質部があり、花粉塊は各室に1個ずつあり、短い柄の先に直立する。萼は5全裂し、長さ10-12 mm。花期は6月。

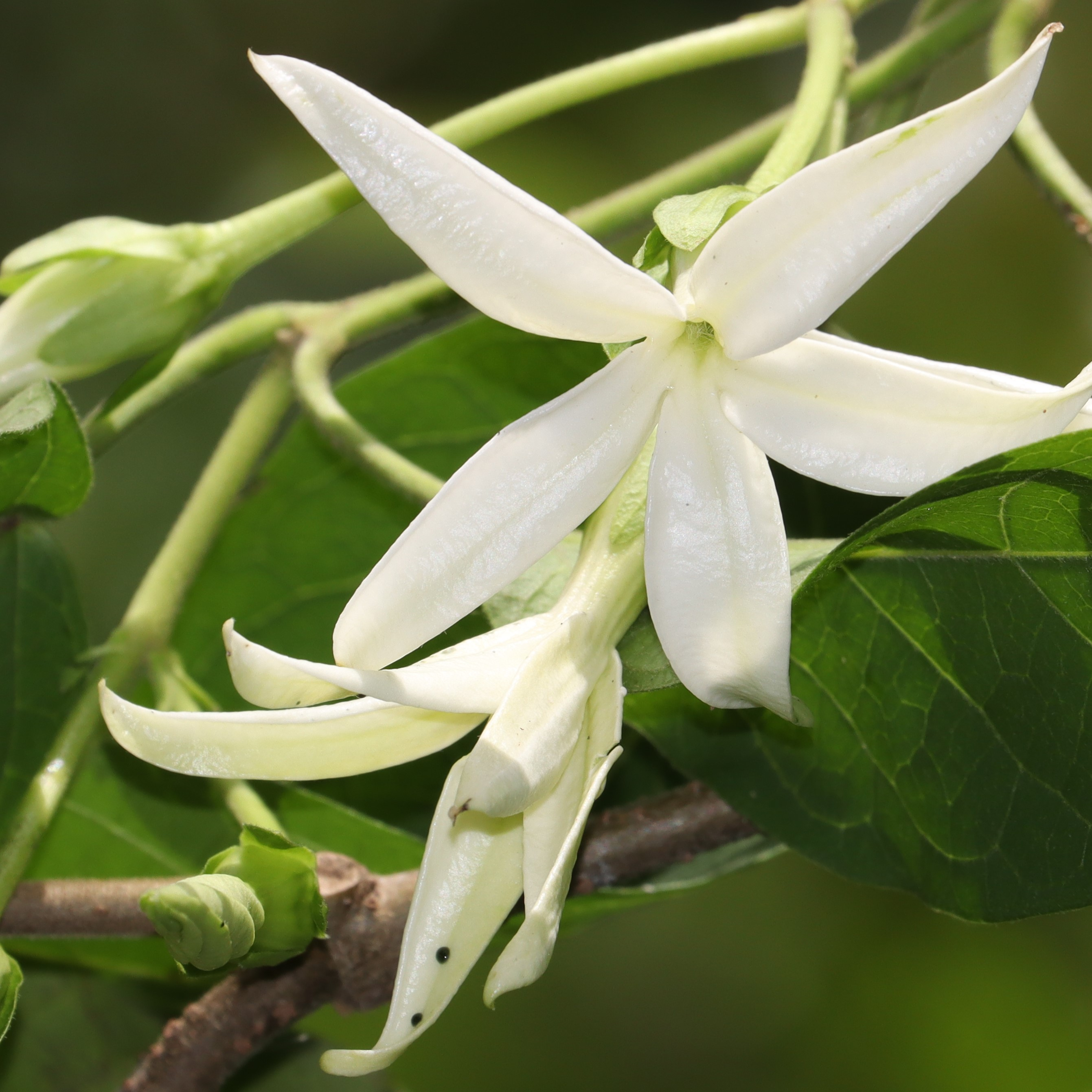
花は白色で星形、花の中から黒い液を出すことが多い（下部の花冠上に黒い液）
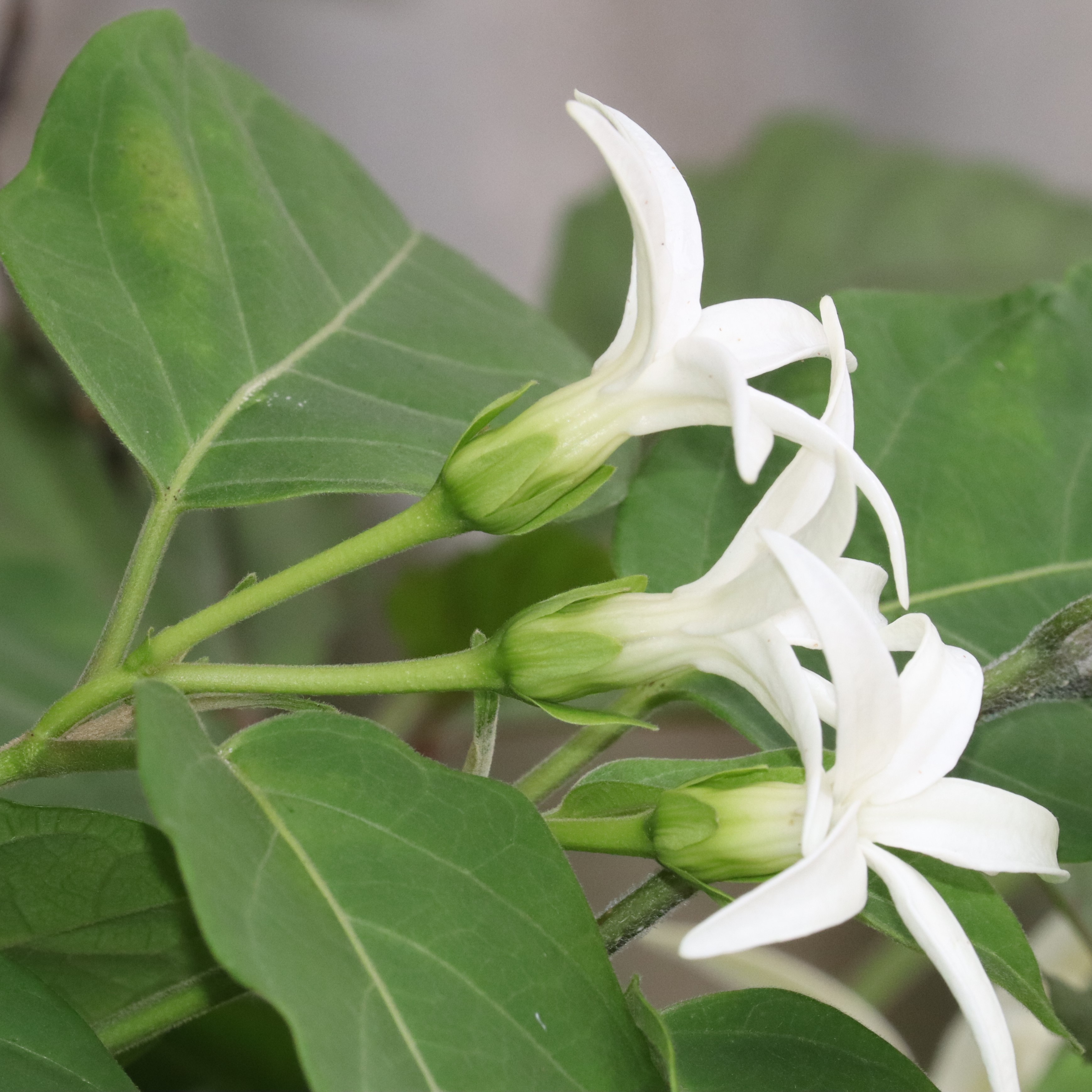
花の側面 萼は5全裂する

ふつう結実しない。果実は袋果で厚い皮があり、水平に開出して長さ10-12 cm、幅2 cm程度。種子は卵形で、長さ約12 mm、扁平で先には長い白い毛があり、風に乗って飛散する。

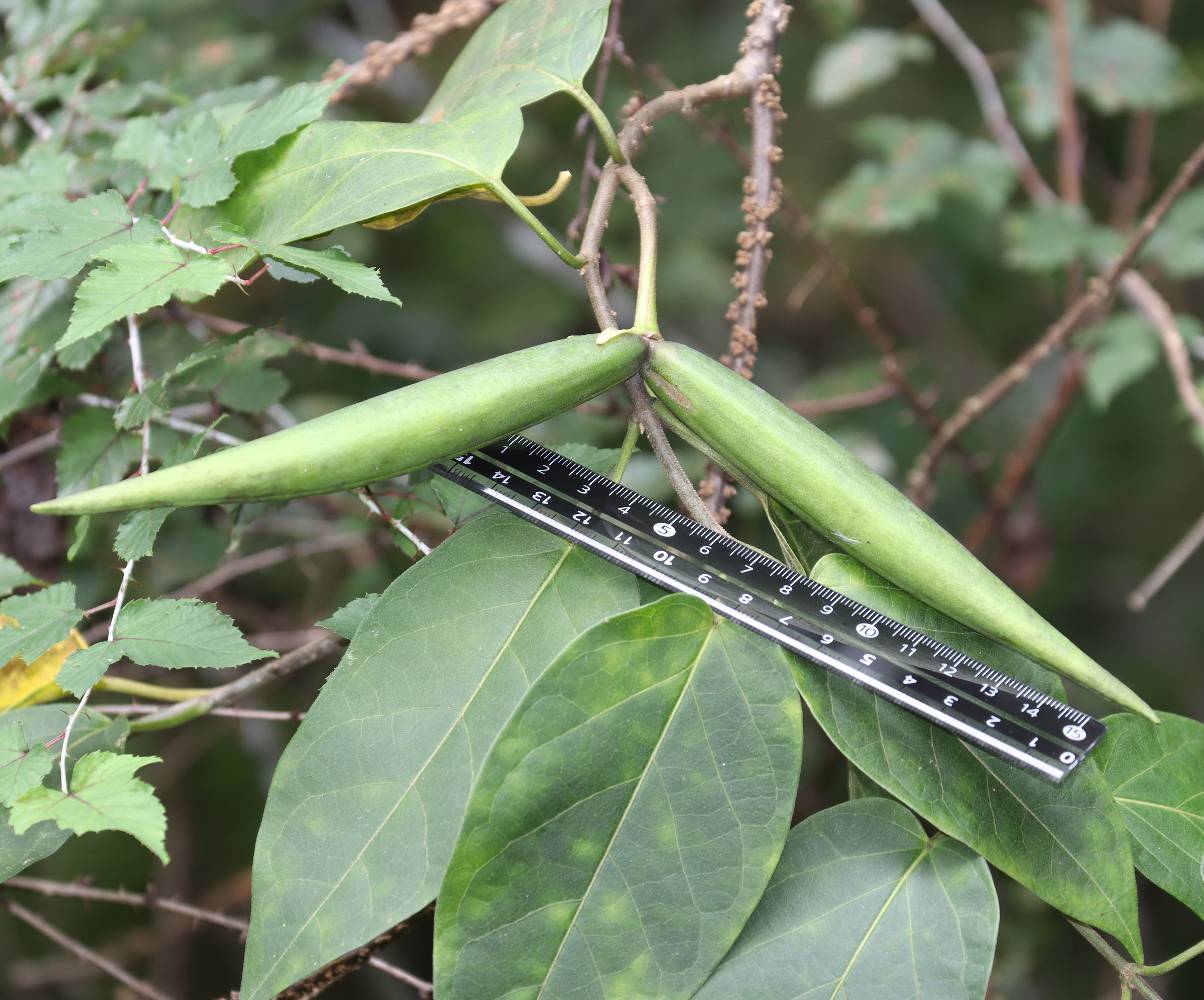
若い袋果
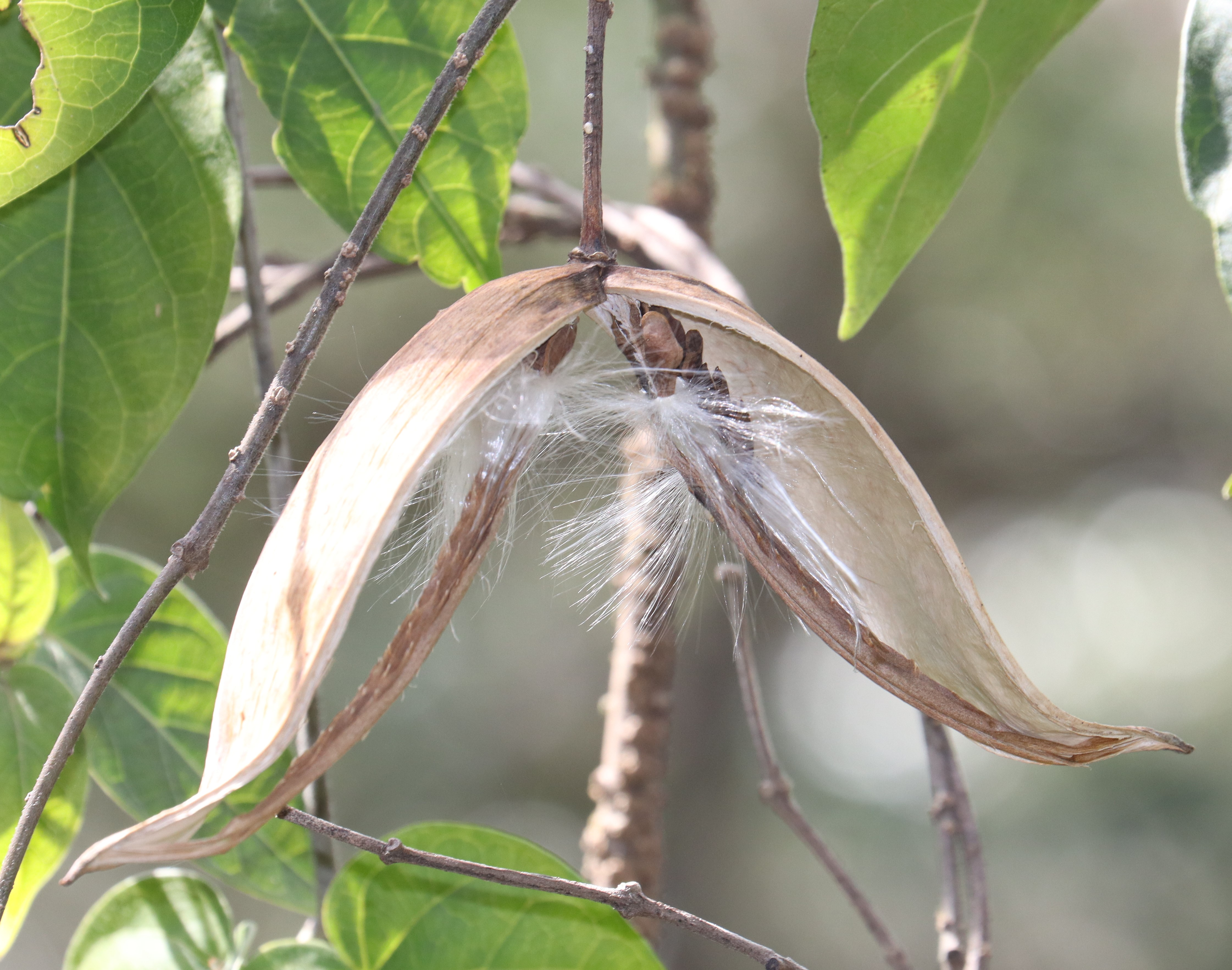
開いた袋果、皮は厚い
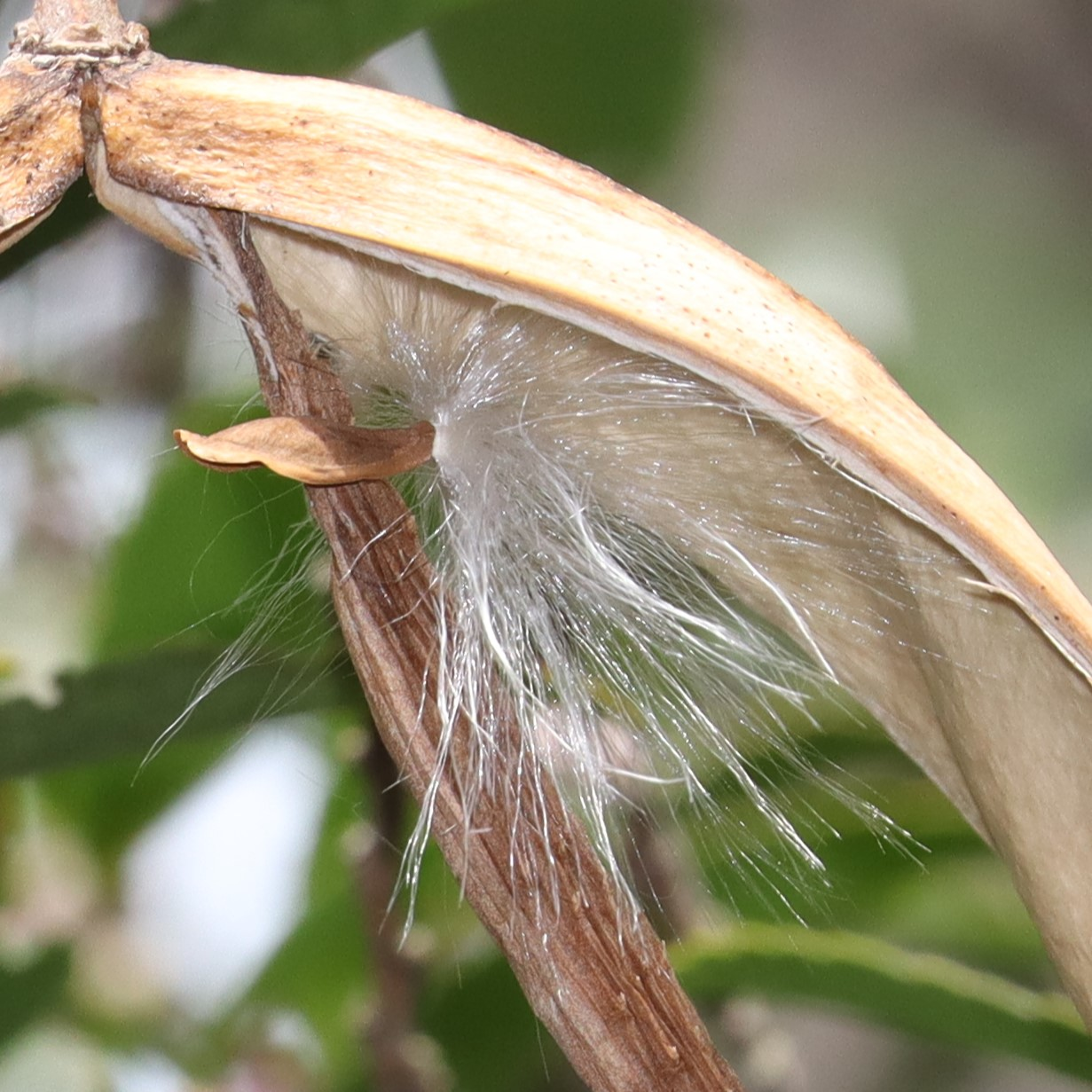
種子は卵形で、扁平で先には長い白い毛がある

## 分布と生育環境

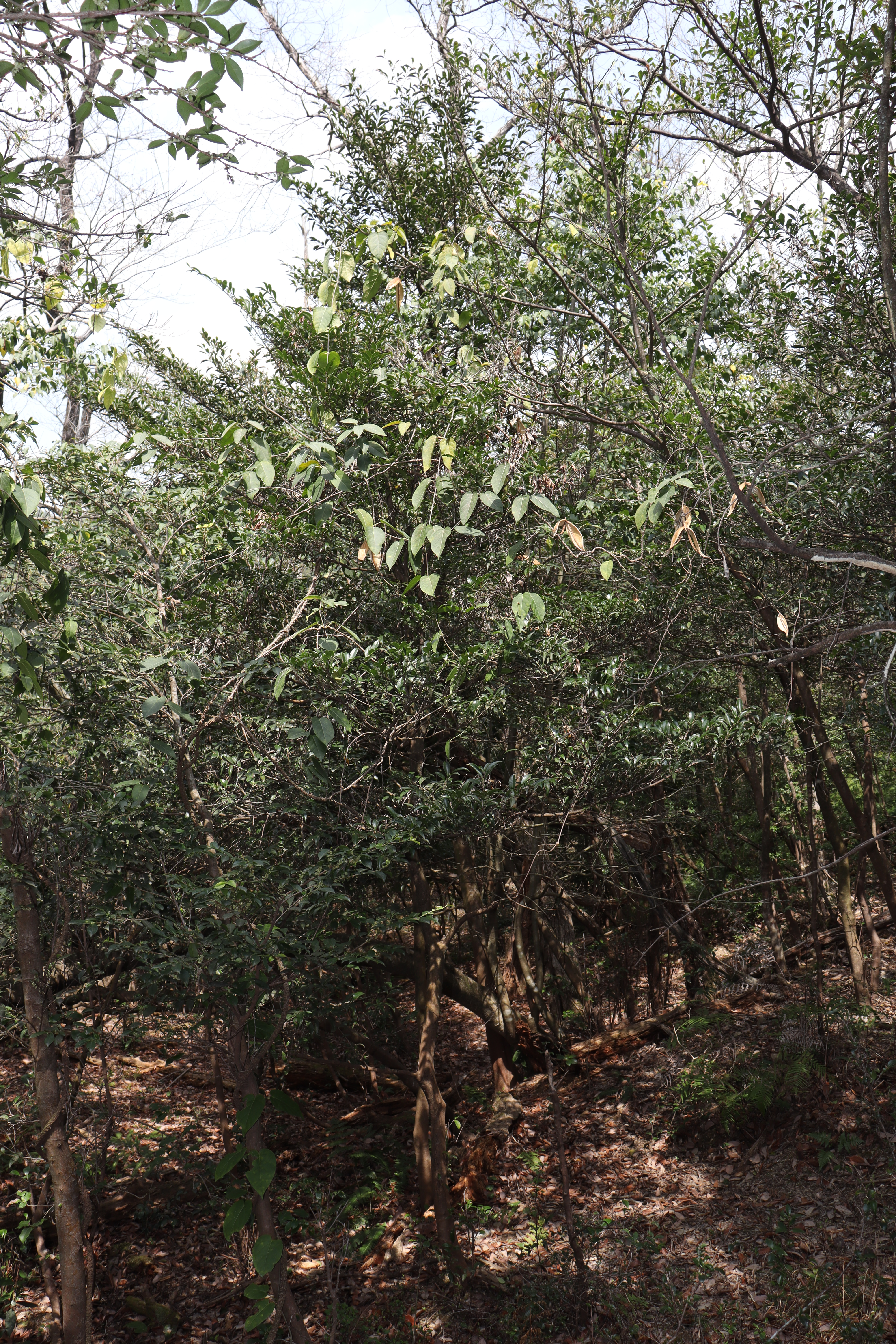
暖地の山地の林内に生育し、小高木のヒサカキに巻き付いて登るシタキソウ

中国、台湾、日本に分布する。日本では本州（千葉県以西の太平洋側）、四国、九州、沖縄に分布する。奄美諸島では奄美大島、徳之島と沖永良部島に、沖縄諸島では沖縄島、阿嘉島、慶留間島、渡名喜島と久米島に、八重山列島では石垣島と与那国島に分布する。
暖地の海岸近くの山地の林内に生育する。やや稀。

## 種の保全状況評価
日本では環境省による国レベルでのレッドリストの指定を受けていないが、以下の都道府県でレッドリストの指定を受けている。御前崎遠州灘県立自然公園特別地域などで捕獲や採取等を規制する動植物の指定を受けている。
- 絶滅 - 京都府（1939年9月17日に加藤弥栄が嵐山で採集して以来情報がない[15]。）
- 絶滅危惧IB類 - 福岡県（ごく稀な植物となっている[16]。）
- 要保護生物（C) - 千葉県[17]
- 絶滅危惧II類 - 愛知県[18]、熊本県[19]
- Bランク - 兵庫県（希少[20]。）
- 絶滅危惧種 - 奈良県[21]
- 準絶滅危惧 - 鹿児島県[22]